# Jalan Jenderal Sudirman
Jalan Jenderal Sudirman, ou plus simplement Jalan Sudirman, est une grande avenue de Jakarta, la capitale de l'Indonésie. 

## Situation et accès
Située dans le centre de Jakarta, c'est un des centres d'affaires de la ville et s'étend sur 4 km de Dukuh Atas (id), Tanah Abang, Tanah Abang à Senayan, Kebayoran Baru, Jakarta Sud (id).

## Origine du nom
Elle est nommée d'après le général Sudirman, le premier chef de l'armée indonésienne après la proclamation de l'indépendance de l'Indonésie en 1945.

## Bâtiments remarquables et lieux de mémoire
- Menara Astra
- Tour Indofood